# Saccharodite separata
Saccharodite separata är en insektsart som beskrevs av Bernhard Zelazny 1981. Saccharodite separata ingår i släktet Saccharodite och familjen Derbidae. Inga underarter finns listade i Catalogue of Life.